# Dentimargo balicasagensis
Dentimargo balicasagensis is een slakkensoort uit de familie van de Marginellidae. De wetenschappelijke naam van de soort is voor het eerst geldig gepubliceerd in 2001 door T. Cossignani.